# Cynisca muelleri
Cynisca muelleri är en ödleart som beskrevs av  Strauch 1881. Cynisca muelleri ingår i släktet Cynisca och familjen Amphisbaenidae.
Artens utbredningsområde är Ghana. Inga underarter finns listade i Catalogue of Life.